# Anabarhynchus paramonovi
Anabarhynchus paramonovi är en tvåvingeart som beskrevs av Lyneborg 2001. Anabarhynchus paramonovi ingår i släktet Anabarhynchus och familjen stilettflugor. Inga underarter finns listade i Catalogue of Life.